# استن پترسون
استن پترسون (انگلیسی: Sten Pettersson؛ ۱۱ سپتامبر ۱۹۰۲ – ۱ ژوئن ۱۹۸۴ (aged 81)) ورزشکار دو و میدانی اهل سوئد بود.